# Matwé Middelkoop
Matwé Middelkoop (* 3. September 1983 in Leerdam) ist ein niederländischer Tennisspieler.

## Karriere
Matwé Middelkoop spielt hauptsächlich auf der ATP Challenger Tour und der ITF Future Tour. Er feierte bislang 15 Einzel- und 20 Doppelsiege auf der Future Tour. Auf der Challenger Tour gewann er bis jetzt elf Doppelturniere. Mit Wesley Koolhof gewann er 2016 in Sofia sein erstes Doppelturnier auf der ATP World Tour. Im Juli folgte mit Koolhof der Titelgewinn in Kitzbühel. In der Saison 2017 gewann er zwei weitere Titel auf der World Tour. Seine höchste Platzierung in der Doppel-Weltrangliste war Rang 33 im Januar 2018.
Matwé Middelkoop spielte erstmals 2009 für die niederländische Davis-Cup-Mannschaft.

## Erfolge
| Legende (Anzahl der Siege)  |
| Grand Slam                  |
| ATP World Tour Finals       |
| ATP World Tour Masters 1000 |
| ATP World Tour 500 (1)      |
| ATP World Tour 250 (13)     |
| ATP Challenger Tour (15)    |

| ATP-Titel nach Belag |
| Hartplatz (11)       |
| Sand (3)             |
| Rasen (0)            |

### Doppel

#### Turniersiege

##### ATP World Tour
| Nr. | Datum              | Turnier        | Belag         | Partner           | Finalgegner                        | Ergebnis          |
| --- | ------------------ | -------------- | ------------- | ----------------- | ---------------------------------- | ----------------- |
| 1.  | 7. Februar 2016    | Sofia (1)      | Hartplatz (i) | Wesley Koolhof    | Philipp Oswald Adil Shamasdin      | 5:7, 7:69, [10:6] |
| 2.  | 23. Juli 2016      | Kitzbühel      | Sand          | Wesley Koolhof    | Dennis Novak Dominic Thiem         | 2:6, 6:3, [11:9]  |
| 3.  | 14. Januar 2017    | Sydney         | Hartplatz     | Wesley Koolhof    | Jamie Murray Bruno Soares          | 6:3, 7:5          |
| 4.  | 24. September 2017 | St. Petersburg | Hartplatz (i) | Roman Jebavý      | Julio Peralta Horacio Zeballos     | 6:4, 6:4          |
| 5.  | 6. Januar 2018     | Pune           | Hartplatz     | Robin Haase       | Pierre-Hugues Herbert Gilles Simon | 7:65, 7:65        |
| 6.  | 11. Februar 2018   | Sofia (2)      | Hartplatz (i) | Robin Haase       | Nikola Mektić Alexander Peya       | 5:7, 6:4, [10:4]  |
| 7.  | 21. Juli 2018      | Umag           | Sand          | Robin Haase       | Roman Jebavý Jiří Veselý           | 6:4, 6:4          |
| 8.  | 20. Oktober 2019   | Moskau (1)     | Hartplatz (i) | Marcelo Demoliner | Simone Bolelli Andrés Molteni      | 6:1, 6:2          |
| 9.  | 8. Februar 2020    | Córdoba        | Sand          | Marcelo Demoliner | Leonardo Mayer Andrés Molteni      | 6:3, 7:64         |
| 10. | 27. August 2021    | Winston-Salem  | Hartplatz     | Marcelo Arévalo   | Ivan Dodig Austin Krajicek         | 6:75, 7:5, [10:6] |
| 11. | 24. Oktober 2021   | Moskau (2)     | Hartplatz (i) | Harri Heliövaara  | Tomislav Brkić Nikola Čačić        | 7:5, 4:6, [11:9]  |
| 12. | 13. Februar 2022   | Rotterdam      | Hartplatz (i) | Robin Haase       | Lloyd Harris Tim Pütz              | 4:6, 7:65, [10:5] |
| 13. | 2. Oktober 2022    | Tel Aviv       | Hartplatz (i) | Rohan Bopanna     | Santiago González Andrés Molteni   | 6:2, 6:4          |
| 14. | 12. Februar 2023   | Montpellier    | Hartplatz (i) | Robin Haase       | Maxime Cressy Albano Olivetti      | 7:64, 4:6, [10:6] |

##### ATP Challenger Tour
| Nr. | Datum              | Turnier          | Belag         | Partner        | Finalgegner                            | Ergebnis          |
| --- | ------------------ | ---------------- | ------------- | -------------- | -------------------------------------- | ----------------- |
| 1.  | 31. Juli 2005      | Valladolid       | Hartplatz     | Alexander Peya | Jasper Smit Stefan Wauters             | 7:67, 6:3         |
| 2.  | 15. April 2007     | Chiasso          | Sand          | Bart Beks      | Teodor-Dacian Crăciun Victor Crivoi    | 7:62, 7:5         |
| 3.  | 13. Juli 2014      | Scheveningen (1) | Sand          | Boy Westerhof  | Martin Fischer Jesse Huta Galung       | 6:4, 3:6, [10:6]  |
| 4.  | 8. Februar 2015    | Glasgow          | Hartplatz (i) | Wesley Koolhof | Serhij Bubka Alexander Nedowessow      | 6:1, 6:4          |
| 5.  | 2. Mai 2015        | Turin            | Sand          | Wesley Koolhof | Dino Marcan Antonio Šančić             | 4:6, 6:3, [10:5]  |
| 6.  | 4. Juli 2015       | Marburg          | Sand          | Wesley Koolhof | Tobias Kamke Simon Stadler             | 6:1, 7:5          |
| 7.  | 15. August 2015    | Prag             | Sand          | Wesley Koolhof | Sjarhej Betau Michail Jelgin           | 6:4, 3:6, [10:7]  |
| 8.  | 11. September 2015 | Sevilla          | Sand          | Wesley Koolhof | Marco Bortolotti Kamil Majchrzak       | 7:65, 6:4         |
| 9.  | 26. September 2015 | Trnava           | Sand          | Wesley Koolhof | Kamil Majchrzak Stéphane Robert        | 6:4, 6:2          |
| 10. | 25. Oktober 2015   | Brest            | Hartplatz (i) | Wesley Koolhof | Ken Skupski Neal Skupski               | 3:6, 6:4, [10:6]  |
| 11. | 16. Januar 2016    | Bangkok          | Hartplatz     | Wesley Koolhof | Gero Kretschmer Alexander Satschko     | 6:3, 7:61         |
| 12. | 19. Juni 2016      | Ilkley           | Rasen         | Wesley Koolhof | Marcelo Demoliner Aisam-ul-Haq Qureshi | 7:65, 0:6, [10:8] |
| 13. | 31. Juli 2016      | Scheveningen (2) | Sand          | Wesley Koolhof | Tallon Griekspoor Tim van Rijthoven    | 6:1, 3:6, [13:11] |
| 14. | 26. November 2016  | Andria           | Teppich (i)   | Wesley Koolhof | Roman Jebavý Zdeněk Kolář              | 6:3, 6:3          |
| 15. | 13. Mai 2017       | Aix-en-Provence  | Sand          | Wesley Koolhof | Andre Begemann Jérémy Chardy           | 2:6, 6:4, [16:14] |

#### Finalteilnahmen
| Nr. | Datum              | Turnier            | Belag         | Partner           | Finalgegner                               | Ergebnis          |
| --- | ------------------ | ------------------ | ------------- | ----------------- | ----------------------------------------- | ----------------- |
| 1.  | 19. Februar 2017   | Rotterdam          | Hartplatz (i) | Wesley Koolhof    | Ivan Dodig Marcel Granollers              | 6:75, 3:6         |
| 2.  | 23. Juli 2017      | Båstad             | Sand          | Sander Arends     | Julian Knowle Philipp Petzschner          | 2:6, 6:3, [7:10]  |
| 3.  | 29. April 2018     | Budapest           | Sand          | Andrés Molteni    | Dominic Inglot Franko Škugor              | 7:68, 1:6, [8:10] |
| 4.  | 26. Mai 2018       | Lyon (1)           | Sand          | Roman Jebavý      | Nick Kyrgios Jack Sock                    | 5:7, 6:2, [9:11]  |
| 5.  | 29. Juni 2018      | Antalya            | Rasen         | Sander Arends     | Marcelo Demoliner Santiago González       | 5:7, 7:66, [8:10] |
| 6.  | 23. September 2018 | St. Petersburg (1) | Hartplatz (i) | Roman Jebavý      | Matteo Berrettini Fabio Fognini           | 6:76, 6:74        |
| 7.  | 5. Januar 2019     | Doha               | Hartplatz     | Robin Haase       | David Goffin Pierre-Hugues Herbert        | 7:5, 4:6, [4:10]  |
| 8.  | 24. Februar 2019   | Marseille          | Hartplatz (i) | Ben McLachlan     | Jérémy Chardy Fabrice Martin              | 3:6, 7:64, [3:10] |
| 9.  | 14. April 2019     | Marrakesch         | Sand          | Frederik Nielsen  | Jürgen Melzer Franko Škugor               | 4:6, 6:76         |
| 10. | 29. September 2019 | Zhuhai             | Hartplatz     | Marcelo Demoliner | Sander Gillé Joran Vliegen                | 6:72, 6:74        |
| 11. | 18. Oktober 2020   | St. Petersburg (2) | Hartplatz (i) | Marcelo Demoliner | Jürgen Melzer Édouard Roger-Vasselin      | 2:6, 6:74         |
| 12. | 25. Oktober 2020   | Antwerpen (1)      | Hartplatz (i) | Rohan Bopanna     | John Peers Michael Venus                  | 3:6, 4:6          |
| 13. | 31. Juli 2021      | Kitzbühel          | Sand          | Roman Jebavý      | Alexander Erler Lucas Miedler             | 5:7, 6:75         |
| 14. | 21. Mai 2022       | Genf               | Sand          | Pablo Andújar     | Nikola Mektić Mate Pavić                  | 6:2, 2:6, [3:10]  |
| 15. | 24. Juni 2022      | Eastbourne         | Rasen         | Luke Saville      | Nikola Mektić Mate Pavić                  | 4:6, 2:6          |
| 16. | 24. Juli 2022      | Hamburg            | Sand          | Rohan Bopanna     | Lloyd Glasspool Harri Heliövaara          | 2:6, 4:6          |
| 17. | 23. Oktober 2022   | Antwerpen (2)      | Hartplatz (i) | Rohan Bopanna     | Tallon Griekspoor Botic van de Zandschulp | 6:3, 3:6, [5:10]  |
| 18. | 27. Mai 2023       | Lyon (2)           | Sand          | Nicolas Mahut     | Rajeev Ram Joe Salisbury                  | 0:6, 3:6          |
| 19. | 23. Juli 2023      | Gstaad             | Sand          | Marcelo Demoliner | Dominic Stricker Stan Wawrinka            | 6:78, 2:6         |

## Abschneiden bei Grand-Slam-Turnieren

### Einzel
| Turnier         | 2008 | 2009 | 2010 | 2011 | 2012 | 2013 | Karriere |
| --------------- | ---- | ---- | ---- | ---- | ---- | ---- | -------- |
| Australian Open | Q3   | Q2   | —    | Q1   | —    | Q1   | —        |
| French Open     | Q1   | —    | —    | —    | —    | —    | —        |
| Wimbledon       | —    | —    | —    | —    | —    | Q2   | —        |
| US Open         | Q2   | —    | Q1   | Q3   | Q2   | —    | —        |

Zeichenerklärung: S = Turniersieg; F, HF, VF, AF = Einzug ins Finale / Halbfinale / Viertelfinale / Achtelfinale; 1, 2, 3 = Ausscheiden in der 1. / 2. / 3. Hauptrunde; Q1, Q2, Q3 = Ausscheiden in der 1. / 2. / 3. Qualifikationsrunde; nicht ausgetragen

### Doppel
| Turnier         | 2016 | 2017 | 2018 | 2019 | 2020 | 2021 | 2022 | 2023 | 2024 | Karriere |
| --------------- | ---- | ---- | ---- | ---- | ---- | ---- | ---- | ---- | ---- | -------- |
| Australian Open | 2    | 2    | 1    | 1    | 1    | VF   | 1    | AF   | 1    | VF       |
| French Open     | 1    | 1    | 2    | 2    | 1    | AF   | HF   | HF   | 1    | HF       |
| Wimbledon       | 2    | 1    | 2    | 1    |      | 2    | 1    | 1    | 2    | 2        |
| US Open         | 1    | VF   | AF   | 1    | AF   | 1    | 1    | 2    | 2    | VF       |

### Mixed
| Turnier         | 2016 | 2017 | 2018 | 2019 | 2020 | 2021 | 2022 | 2023 | Karriere |
| --------------- | ---- | ---- | ---- | ---- | ---- | ---- | ---- | ---- | -------- |
| Australian Open | —    | —    | VF   | AF   | —    | 1    | AF   | 1    | VF       |
| French Open     | —    | —    | VF   | —    |      | —    | AF   | HF   | HF       |
| Wimbledon       | 2    | —    | AF   | HF   |      | 1    | AF   | HF   | HF       |
| US Open         | —    | —    | 1    | —    |      | 1    | 1    | —    | 1        |